# Žulovec
Žulovec, německy a starším názvem též Fladenberg, je znělcový vrch o nadmořské výšce 565 m v nejsevernější části České republiky, v okrese Děčín, v Lužických horách, přibližně 1 km jihovýchodně od obce Rybniště. Má zalesněný vrcholek i svahy kromě severního, částečný výhled je ze severního úbočí od dolního okraje lesa. V odkryvech pískovců na úpatí se v minulosti nacházely otisky fosilních mořských hub a listů rostlin.